# Tempio di Iside (Pompei)
Il tempio di Iside è un tempio di epoca romana, sepolto dall'eruzione del Vesuvio del 79 e ritrovato a seguito degli scavi archeologici dell'antica Pompei. L'esplorazione della struttura sacra ha fornito un gran numero di reperti e pitture a soggetti religiosi, esposti nella maggior parte nel Museo archeologico nazionale di Napoli.

## Storia
La costruzione del tempio di Iside risale al II secolo a.C. ma a seguito del terremoto di Pompei del 62, l'intera struttura fu ricostruita per volere di Numerio Popidio Ampliato, attribuendone il merito al figlio di appena sei anni Celsino, per avviarlo ad una fortunata carriera politica. Pochissimi anni dopo, la costruzione fu seppellita sotto una fitta coltre di ceneri e lapilli a seguito dell'eruzione vulcanica del Vesuvio, nel 79; fu in seguito esplorato nel XVIII secolo, precisamente tra il 1764 ed il 1766, risultando uno degli edifici meglio conservati dell'antica Pompei: il ritrovamento di numerosi oggetti sacri e decorazioni pittoriche di uno dei migliori templi di stampo egizio, produsse un notevole interesse in tutta Europa, rendendolo uno dei più visitati: tra gli ospiti più illustri Wolfgang Amadeus Mozart, da cui trasse ispirazione per la sua opera, il flauto magico.

## Descrizione

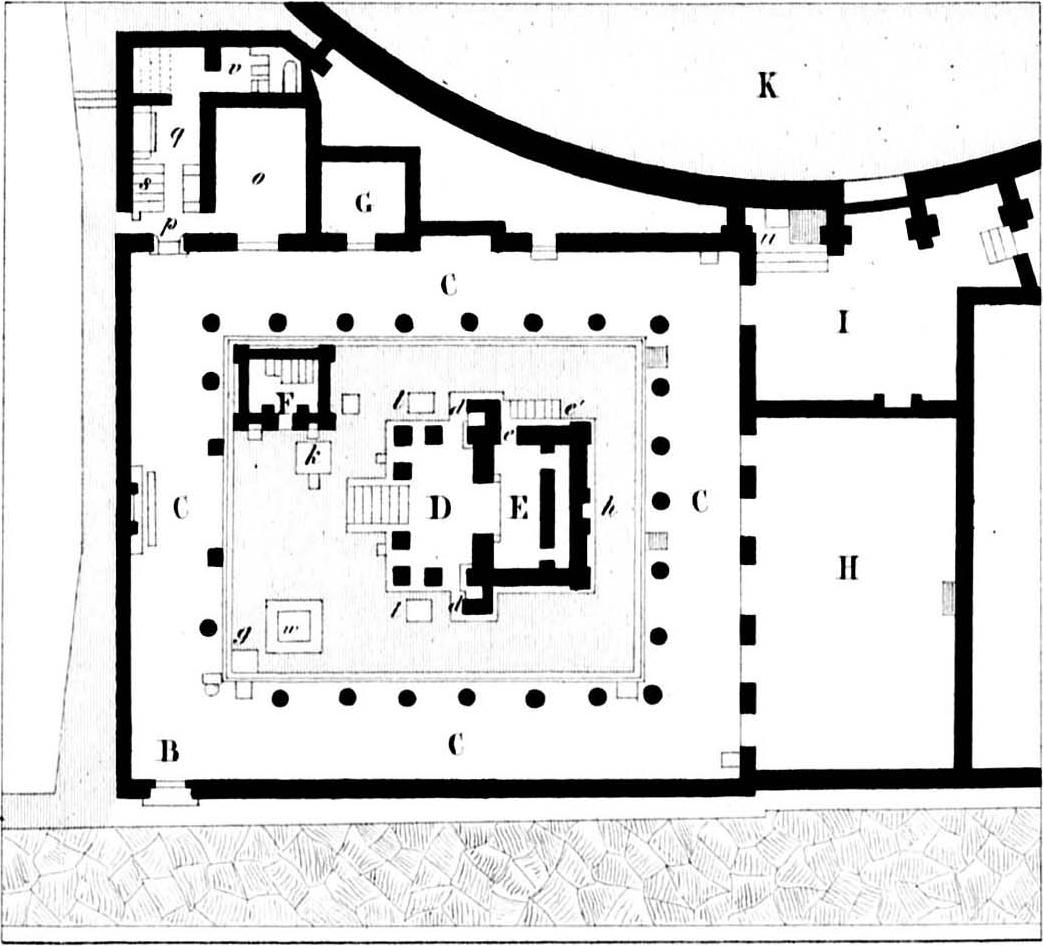
Pianta del tempio di Iside

Il tempio sorge nella zona dei teatri, nei pressi della Palestra Sannitica, che fu ristretta proprio per consentire i lavori di ampliamento della struttura sacra: l'ingresso principale è posto sulla strada omonima e sul portale era posta un'epigrafe, oggi conservata al museo archeologico nazionale di Napoli, che ne attribuiva la costruzione al giovane Celsino, la quale così recita
Si notano inoltre due nicchie, nelle quali probabilmente erano poste le statue di Arpocrate ed Anubi. La corte interna è pavimentata con lastre di tufo e presenta un porticato, il quale era interamente decorato con pitture in quarto stile: tutta la decorazione è stata staccata e trasportata al museo napoletano ed è caratterizzata nella zona bassa da scomparti con patere e bucrani, coppe di leonesse e sfingi e draghi e delfini, nella zona mediana sono posti dei quadretti a tema nilotico o di battaglie navali, che si alternano a vignette di sacerdoti e paesaggi egizi, segue poi un fregio e una zona superiore decorata con paesaggi e nature morte, oltre a figure sospese in aria. 

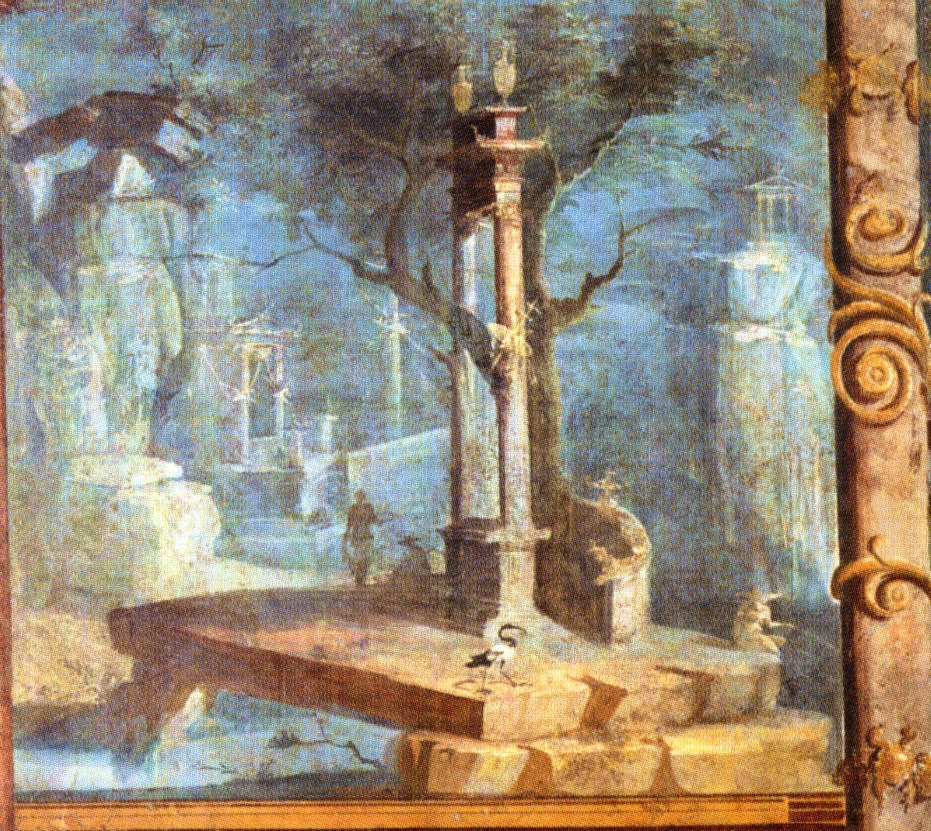
Affresco del Tempio di Iside

Al centro della corte, su un alto podio, è posta una cella, a cui si accede tramite una scalinata ed preceduta da un pronao: la stanza, nella quale si entrava tramite un ampio portale, ha pareti interne ed esterne completamente rivestiti da stucchi in opera quadrata, mentre sulla parete di fondo, è posto un banco in laterizio, sul quale poggiano due basi in tufo che ospitavano le statue di Osiride ed Iside: l'intera pavimentazione era a mosaico; sul retro del podio si trova una nicchia che ospitava una statua di Dioniso con pantera. Nel cortile inoltre sono presenti due piccoli altari dedicati alle stesse divinità presenti nelle nicchie d'ingresso. Nella parte sinistra della gradinata è posto l'altare principale, che al momento dell'esplorazione conservava le ceneri e le ossa, tra cui due crani, dei sacrifici effettuati; nell'angolo est del cortile si apre un'edicola, con forme simili ad un tempietto, nel quale era posta l'acqua sacra, probabilmente proveniente dal Nilo, utilizzata dai cittadini di Pompei per le cerimonie domestiche: presenta delle decorazioni in stucco a fondo azzurro, giallo e rosso e raffigurazioni di Arpocrate, figure isiache in processione e sacerdotesse egiziane ed ancora Venere e Marte, Perseo ed Andromeda ed una coppia di amanti tra eroti.
Nella parte ovest si apre un'ekklesiasterion, riservato alle riunioni e ai banchetti e presentava una pavimentazione a mosaico in bianco e nero ed una notevole decorazione pittorica in quarto stile, oggi al museo nazionale di Napoli, con raffigurazioni di santuari egizi e scene del mito della ninfa Io; nelle vicinanze di questa stanza fu inoltre ritrovata una testa in marmo di Iside. Nella parte sud è presente il sacrarium, utilizzato come deposito per i paramenti sacri, con affreschi più modesti rispetto al resto della struttura: su un fondo bianco sono disegnate il bue Apis, Osiride sul trono ed il navigium Isidi. All'interno del complesso è inoltre presente un pastophorion, ossia l'appartamento dei sacerdoti, una cucina, un triclinio ed un cubicolo.